# Каразор, Атакан
Атака́н Каразо́р (нем. Atakan Karazor; род. 13 октября 1996, Эссен, Северный Рейн-Вестфалия) — немецкий футболист турецкого происхождения, полузащитник клуба «Штутгарт».

## Биография
Атакан Каразор родился в городе Эссен и является воспитанником футбольного клуба «Бохум», где играл за молодёжный состав с 2012 года.
В 2015 году футболиста пригласила в свой состав дортмундская «Боруссия». Но в первую команду Каразор так и не пробился, два сезона отыграв в дубле в турнире Западной Региональной лиги.
В 2017 году футболист перешёл в клуб Второй Бундеслиги «Хольштайн» из города Киль. Там Каразор привлёк внимание к своей игре и летом 2019 года его пригласил в свой состав ещё один клуб Второй Бундеслиги — «Штутгарт», с которым футболист подписал контракт до 2023 года. Этот трансфер обошелся «швабам» около 1 млн евро. Уже в следующем году вместе с клубом Каразор поднялся в Бундеслигу.

## Достижения
«Штутгарт»
- Обладатель Кубка Германии: 2024/25